# Cassiber
Cassiber war eine deutsch-britische Avantrock-Band, die zwischen 1982 und 1992 bestand und mit der die Musiker „eine neue Ästhetik für die 1980er Jahre“ finden wollten. Dabei griffen sie „zu Zitatfetzen aus Jazz, Punk, Rock und Neuer Musik und bemühen sich, alle diese Richtungen im Kern zu sprengen.“ Der Bandname spielt auf den Kassiber an.

## Geschichte
Im August 1982 hatten sich Christoph Anders, Heiner Goebbels und Alfred Harth, die als Saxophonisten im Frankfurter Linksradikalem Blasorchester zusammengearbeitet hatten, mit Chris Cutler zu einer elftägigen Improvisationssession im Schweizer Sunrise Studio getroffen. Die Idee war, eine kleine Band zu bilden, mit der sie ein anderes Publikum erreichen konnte. Ansatz von Cassiber war, vollständige Stücke zu improvisieren, die jedoch nicht in der Tonsprache des Free Jazz verfasst waren, sondern erkennbare melodische und rhythmische Strukturen enthielten, auch wenn diese wieder verlassen wurden. Nach einem „frustrierenden Nachmittag“ im Studio wurden die Aufnahmen der ersten fünf Tage vollständig verworfen. Dennoch entstand genügend Material für eine Doppel-LP. Bereits am 1. Oktober trat die Band auf dem Frankfurter Jazzfestival auf. Dabei „schreckte das Quartett „Cassiber“ einen Teil des Publikums aus dem Saal der Alten Oper, riß den anderen Teil zu Begeisterungsstürmen hin.“
In den nächsten Jahren spielte die Band auf vielen Festivals in Europa, trat aber auch in Asien, Brasilien und Nordamerika auf. 1983 und 1984 gab es Kollaborationen mit anderen Bands wie Duck and Cover und Cassix. Nachdem Harth 1986 die Gruppe verlassen hatte, arbeitete diese als Trio weiter und nahm nach Chris Cutler „eine andere Haltung zur Komposition ein: mehr durchdacht und dramatischer“; für einzelne Konzerte holte das Trio sich Gastsolisten. Cassiber gab ein letztes Konzert am 13. Dezember 1992 in Lissabon.

## Bedeutung
Fred Frith beurteilte die Musik wie folgt: „Kollisionen von roher Punk-Energie und Free-Jazz-Passion waren seinerzeit nicht ungewöhnlich, die aber zu kombinieren mit Samples und Beats, mit abgedrehtem Songwriting, noch dazu in einer Kombination von Einflüssen von Eisler bis Prince und Robert Wyatt, in einer Performance von schierer Virtuosität, das war umwerfend, insbesondere wenn es obendrein als politische Aktion ausgegeben wurde.“

## Diskographie
- Man or Monkey? (1982, 2xLP, Riskant + CD Recommended Records, UK)
- Beauty and the Beast (1984, LP, Riskant + LP, CD Recommended Records, UK)
- Perfect Worlds (1986, LP, Recommended Records, UK)
- The Way It Was (1986–1989, CD, Recommended Records, UK; ed. 2012)
- A Face We All Know (1990, CD, Recommended Records, UK)[5]
- Live in Tokyo (1992, 2xCD, Recommended Records, UK)[6]

Gesamtausgabe
- The Cassiber Box (1982–1992, 6 CDs + DVD, Recommended Records, UK; ed. 2013)